# Ashley Park (Tipperary)

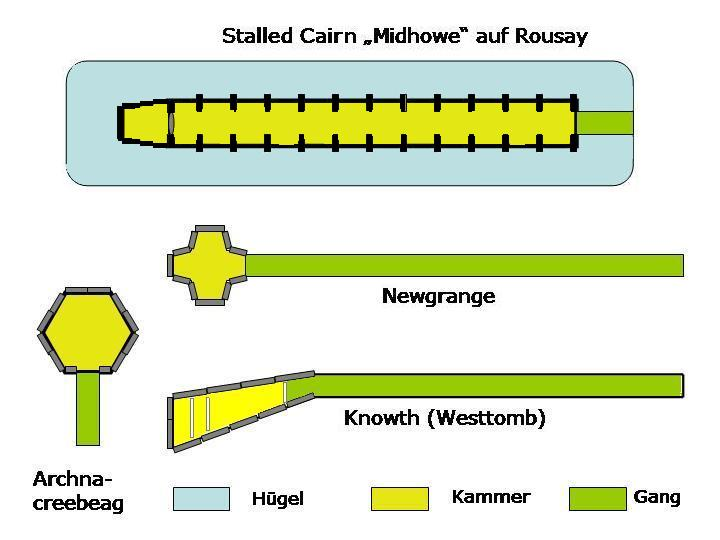
Schema der Passage Tombs

Ashley Park (auch Ashleypark, irisch Páirc Ashley) ist ein „nahezu undifferenziertes“ trapezoides Passage Tomb oder eine Steinkiste in Puckaun bei Lisbunny im County Tipperary in Irland.
Ashley Park ist eine aus Megalithen und Trockenmauerwerk bestehende Anlage, in der Gang und Kammer keine getrennten Einheiten bilden. Sie entspricht insofern etwa den Dolmen in V-Form, wie sie für die Bretagne typisch sind, die sich dort aber erst im Kammerbereich symmetrisch verbreitern. Die Form kommt bei einigen irischen (englisch Simple Passage tombs) vor (Knowth).
Die etwa 5,0 m lange Anlage liegt exzentrisch in einem Rundhügel von 26 m Durchmesser und ist nach Nordwesten orientiert. Der Zugang ist vorne etwa 1,3 m breit und das Ende hat eine Breite von etwa 2,3 m. Etwa 1,5 m vor der Rückwand gibt es seitlich einen Stein, der den Beginn der Kammer markiert. Der massive Deckstein der Kammer liegt am Boden. Das archäologische Inventar für North Tipperary nennt die Anlage merkwürdigerweise Steinkiste vom Typ Linkardstown.
Im Cairnmaterial wurden Tierknochen und die Überreste eines Säuglings gefunden. In der Kammer wurden ein erwachsener Mann und ein Kind gefunden. Die gefundenen Grabbeigaben bestanden aus Tierknochen und Keramik. Die Überreste wurden auf 3350 v. Chr. datiert. Ein Haufen von großen Felsbrocken, die auf die Seite des Hügels verschoben wurden, saß einmal auf dem Hügel.